# جاسينتو بيريرا
جاسينتو بيريرا (بالبرتغالية: Jacinto Pereira‏) (10 ديسمبر 1974 بلواندا في أنغولا - ) هو لاعب كرة قدم أنغولي في مركز الدفاع، شارك في كأس الأمم الأفريقية 2006. وشارك مع منتخب أنغولا لكرة القدم. أما مع النوادي، فقد لعب مع أتلتيكو سبورت أفياتسو.

## وصلات خارجية
- جاسينتو بيريرا على موقع الاتحاد الدولي (مؤرشف)  (الإنجليزية)
- جاسينتو بيريرا على موقع قاعدة بيانات كرة القدم.إي يو (الإنجليزية)
- جاسينتو بيريرا على موقع ناشيونال فوتبول تيمز (الإنجليزية)